# Justus Siegmund von Dyhrn und Schönau
Justus Siegmund von Dyhrn und Schönau (geb. 14. September 1689; gest. 16. November 1761) war ein preußischer Landrat.

## Leben
Justus Siegmund von Dyhrn und Schönau war ein Sohn des kaiserlichen Rats Hans Georg von Dyhrn und Schönau (1651–1761), Erbherr auf Ulbersdorf, Gimmel, Reesewitz und Nieder Stradam und dessen Ehefrau Ursuala Magdalena (1667–1721), geb. von Posadowsky. Justus Siegmund trat zunächst dem preußischen Heer bei, wo er bis zum Rang eines Obristleutnants aufstieg. Im Februar 1742 wurde er Nachfolger von Leonhard Moritz von Prittwitz und Gaffron als Landrat des Kreises Wartenberg. Das Amt übte er bis 1761 aus, Nachfolger wurde 1762 Gottlieb von Poser und Groß-Naedlitz.

## Persönliches
Justus Siegmund von Dyhrn und Schönau war Erbherr auf Nieder Stradam und Paulsdorf. Er war seit 1731 mit Charlotta Wilhelmine Clara (1710–1790), Tochter des preußischen Generalfeldmarschalls Wilhelm Dietrich von Buddenbrock verheiratet.